# Bandeira da Guiné-Bissau
A bandeira da Guiné-Bissau foi adotada em 1973, quando a independência de Portugal foi proclamada.
A Estrela Preta da bandeira é um símbolo de unidade africano, amarelo representa o sol, o verde é esperança, e vermelho representa o sangue derramado durante a longa luta pela independência de Portugal.